# Daihiniodes larvale
Daihiniodes larvale är en insektsart som beskrevs av Strohecker 1947. Daihiniodes larvale ingår i släktet Daihiniodes och familjen grottvårtbitare. Inga underarter finns listade i Catalogue of Life.